# アルゼンチン・イスラエル大使館爆破事件
アルゼンチン・イスラエル大使館爆破事件（アルゼンチン・イスラエルたいしかんばくはじけん、スペイン語: Atentado a la embajada de Israel en Argentina）は、1992年3月17日、ブエノスアイレスのイスラエル大使館が攻撃された自爆テロ事件である。
2年後の1994年7月18日、2kmほど南西でアルゼンチン・イスラエル相互協会爆破事件が起こり、死者85人、負傷者200人以上にのぼるアルゼンチン史上最悪のテロ事件となった。